# Groupement (chimie)
En chimie, un groupement désigne une fraction importante d'une molécule, de l'ordre de la moitié (d'où le terme « moiety » en anglais) de sa taille ou plus. Par exemple, dans le cas d'un ester R1COOR2, le groupement alcool est R2O. 
Ce terme ne doit pas être utilisé pour désigner un petit fragment d'une molécule et ne doit pas être utilisé comme synonyme de groupe fonctionnel.